# Jesualdo Ferreira
Manuel Jesualdo Ferreira (Mirandela, 24 de maio de 1946) é um treinador e ex-futebolista português que atuava como médio. Atualmente está sem clube.
Na sua carreira com quase quarenta anos como treinador, esteve no comando de todos os três grandes do seu país e teve seus maiores sucessos no Porto, onde se tornou o primeiro técnico a vencer três títulos consecutivos na Primeira Liga, tendo vencido também a Taça de Portugal duas vezes. Mais tarde, levou o clube egípcio Zamalek e o Al-Sadd, do Catar, à conquista dos respectivos títulos nacionais.

## Carreira

### Início
Jesualdo ainda criança parte com seus pais para Angola, onde reside até início da adolescência e de onde regressa com seus tios para estudar. Começou a estudar em Chaves, passou por Aveiro, sem nunca esquecer a família nem os amigos que encontrava nos finais de semana. Tirava férias na aldeia de Carvalhais, freguesia do concelho de Mirandela.
Jogou como médio na Ovarense mas retira-se como jogador com 20 anos para tirar o curso de treinador. Formou-se em Desporto em Lisboa (onde viria mais tarde a dar aulas) e, com o diploma na mão, iniciou um percurso desportivo. De clubes de menor visibilidade a equipas mundialmente reconhecidas, Jesualdo Ferreira sempre respeitou as suas convicções nas decisões pessoais e profissionais, segundo o próprio "abdiquei da minha família, dos meus amigos mas nunca dos meus princípios". De entre muitas medalhas recebidas, Jesualdo elege a da sua cidade como a que mais o tocou. Mirandela homenageou com a medalha de ouro da Autarquia, no dia 23 de março de 2007, o "Homem que vingou a pulso na vida".
Após concluir o curso, integrou os quadros da Federação Portuguesa de Futebol em 1974, trabalhando com as camadas jovens da Selecção.
Em 1979, Jesualdo muda-se para o Benfica assumindo o cargo de coordenador para o futebol jovem. Iniciou a sua carreira como treinador principal em 1981, assumindo o comando do Rio Maior, da II Divisão, mudando-se mais tarde para o Torreense, também da II Divisão até em 1984 assumir pela primeira vez o comando de uma clube da I Divisão: a Académica de Coimbra, em 1984.
Jesualdo foi demitido da Académica apenas após sete jornadas (com o saldo de uma vitória e seis derrotas). De seguida orientou Atlético CP e Silves antes de retornar ao Torreense em 1986. No ano seguinte, voltou ao Benfica como adjunto do novo técnico Toni.
Em 1989, após um curto período no comando da Seleção Angolana, Jesualdo regressou ao Torreense para um terceiro período. Mais tarde, trabalhou no Estrela da Amadora, sendo também um dos assistentes de Artur Jorge na Seleção Portuguesa. O Estrela viria no entanto a ser despromovido para a Liga de Honra na temporada 1990–91. Em 1992, Jesualdo voltou a acompanhar Toni na comissão técnica do Benfica. Em 1994, Jesualdo seguiu com Toni para a França, onde este assumiu o comando do Bordeaux. Ambos se separaram em 1995, quando Jesualdo assumiu o comando do FAR Rabat, do Marrocos, e posteriormente trabalhou como técnico da Seleção Portuguesa Sub-21, onde ganhou notoriedade ao treinar jogadores da geração que terminou em segundo na Euro 2004.

### Alverca e Benfica
Jesualdo chegou ao Alverca em 2000–01, onde levou a equipa ao 12º lugar na Primeira Liga. Com bons resultados, Ferreira partiu para o Benfica na temporada 2001-02, inicialmente como assistente de Toni, depois assumindo o cargo de treinador principal a 29 de dezembro de 2001, após a Toni ter sido demitido.
Em novembro de 2002, após uma série de resultados fracos, Ferreira foi demitido pelo presidente do Benfica, Luís Filipe Vieira, depois de ser eliminado da Taça de Portugal, em casa pelo Gondomar, da II Divisão B.  Ele foi substituído pelo espanhol José Antonio Camacho.

### Braga
A 19 de abril de 2003, o novo presidente do Braga, António Salvador contratou Jesualdo para comandar a equipa à manutenção quando se encontrava perto da zona de despromoção. Ele levou o Braga ao 14º lugar na Primeira Liga, apenas dois pontos acima da zona de despromoção. Finda a temporada, Jesualdo assume que o Braga irá passar a lutar pelos lugares europeus e nas temporadas 2003–04, 2004–05 e 2005–06, o Braga fez fantásticas campanhas na liga e, com jogadores como João Tomás e Wender, disputou o título em 2004–05. O Braga alcançou o quinto lugar (2003–04) e o quarto lugar por duas vezes (2004–05 e 2005–06). Depois das expectativas geradas na luta pelo título, Jesualdo acaba por sair no final do seu contrato.

### Porto
Jesualdo assinou com o Boavista em 2006, mas ainda na pré-temporada 2006–07, Jorge Nuno Pinto da Costa, presidente do Porto, ofereceu-lhe o cargo de treinador que havia ficado vago com a rescisão de Co Adriaanse, acabando por assinar por duas épocas pelos Dragões a 18 de agosto de 2006, após a final da Supertaça Cândido de Oliveira, a uma semana de começar a Liga. Aí trabalhou com jogadores de grande calibre como Ricardo Quaresma, Anderson, Pepe, Lucho González, Raul Meireles, Paulo Assunção, José Bosingwa e Lisandro López, que viria a considerar o "treinador que mais o marcou".

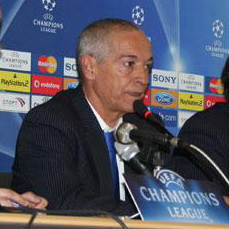
Jesualdo Ferreira no Porto em 2006

Apesar de ter pouco tempo para se adaptar ao seu novo clube ou mudar a abordagem tática da equipa que, sob Adriaanse, jogava em um sistema muito ofensivo por 3–3–4, Jesualdo conseguiu conquistar o título da liga no seu primeiro ano no clube, terminando apenas um ponto à frente do Sporting e dois do Benfica. Na Liga dos Campeões, o Porto alcançou os oitavos de final, onde foi eliminado pelo Chelsea por 2–3 no total.
A temporada 2007–08, o Porto fez um excelente campeonato que venceu campeonato com uma margem de 20 pontos sobre o segundo, o Sporting, apesar de depois terem sido deduzidos seis pontos devido Apito Dourado, relativo à temporada 2003–04. Na Europa, Jesualdo levou uma vez mais o Porto aos oitavos de final da Liga dos Campeões, depois de terminar em primeiro lugar num grupo que incluía o Liverpool, sendo eliminado pelo Schalke 04 nos penaltis após empate por 1 a 1.
A temporada 2008–09 foi mais um ano de sucesso para Jesualdo, com o Porto alcançando o quarto título consecutivo na liga, o terceiro de Jesualdo, tornando-o o primeiro técnico português a vencer três campeonatos consecutivos na liga portuguesa. Além disso, o Porto também conseguiu a dobradinha, derrotando Paços de Ferreira por 1 a 0 na final da Taça de Portugal, graças a um golo de Lisandro López. Na Liga dos Campeões, o Porto chegou aos quartos-de-final, liderando um grupo que incluía o Arsenal e derrotando o Atlético de Madrid no oitavos de final, antes de ser eliminado pelo então campeão em título, Manchester United por 2–3 no total. O desempenho daquela temporada recompensou Ferreira com uma renovação de contrato por dois anos.
Após os sucessos dos anos anteriores, a época 2009–10 foi uma época pouca conseguida, com os Dragões a perderem o título para o Benfica, cinco anos depois e ao terminarem em 3º, falharem o apuramento para a Liga dos Campeões, uma época marcada pela polémica dos casos no túnel de acesso aos balneários do Estádio da Luz (o outro caso envolveu jogadores do Braga, 2º classificado da época) que resultou nos castigos de seis meses para Cristian Săpunaru e de Hulk (principal jogador da equipa) em quatro meses. Mais tarde, em março, as penas seriam reduzidas; no entanto, os jogadores já tinham falhado 18 jogos da época e o título já estava decidido. O Porto foi também derrotado pelo Benfica na final da Taça da Liga, vindo a conquistar no entanto a Taça de Portugal. Na Liga dos Campeões, o Porto chegou mais uma vez aos oitavos de final, no entanto seria eliminado pelo Arsenal com uma pesada derrota por 5–0 na 2ª mão.
Foi substituído por André Villas-Boas em maio de 2010, tendo rejeitado passar para o cargo de director técnico do clube.
No total, comandou os Dragões em 192 jogos, com 82 vitórias, 47 empates, 63 derrotas, 259 golos marcados, 214 golos sofridos e 288 pontos somados.

### Málaga
Apenas três semanas após deixar o Porto, assinou por três anos com o Málaga. Permaneceu no cargo até o início de novembro, num momento em que a equipa ocupava um modesto 18º lugar da classificação geral.

### Panathinaikos
Em 20 de novembro de 2010, Jesualdo foi então contratado pelo Panathinaikos, assinando um contrato de um ano e meio com o clube grego. Jesualdo substituiu Nikos Nioplias, que foi demitido após resultados decepcionantes na Superliga Grega e na fase de grupos da Liga dos Campeões.
Jesualdo permaneceu como treinador do Panathinaikos, apesar dos problemas económicos e na estrutura do clube. Depois de não se classificar para a Liga dos Campeões da UEFA de 2011–12 na terceira pré-eliminatória, ele manteve-se no comando e levou o Panathinaikos ao 2º lugar final do campeonato, sendo o 1º no playoff de apuramento para a Liga dos Campeões. Mais tarde, Jesualdo recebeu um novo contrato de 1 ano, como outro de opção mas viria a renunciar ao cargo em 14 de novembro de 2012.

### Sporting
No dia 19 de dezembro de 2012 foi apresentado como director desportivo do Sporting. A partir de 7 de janeiro de 2013, passou a acumular as suas funções com a de treinador da equipa principal, sucedendo a Franky Vercauteren. No dia 20 de maio de 2013, Leonardo Jardim foi apontado como novo treinador do Sporting, com Jesualdo Ferreira a sair nessa mesma data.

### Regresso ao Braga
Na temporada 2013–14 voltou a ser treinador do Braga, para liderar um reestruturação da equipa após uma época em que o clube tinha falhado o apuramento para a Liga dos Campeões. Jesulado viria a ser demitido em fevereiro de 2014, depois de uma má temporada dos minhotos.

### Zamalek
Acertou com o o Zamalek, do Egito, no dia 5 de fevereiro de 2015. Em julho, sob o comando de Jesualdo, o clube sagrou-se campeão do Campeonato Egípcio, conquistando a 12.ª Liga (a primeira desde 2003–04). Além desse triunfo, o técnico conduziu a equipa à conquista da Taça do Egipto, vencendo o rival Al-Ahly por 2–0. Não conseguiria repetir o feito na Supertaça (derrota por 3–2) e saiu do clube a 21 de novembro.

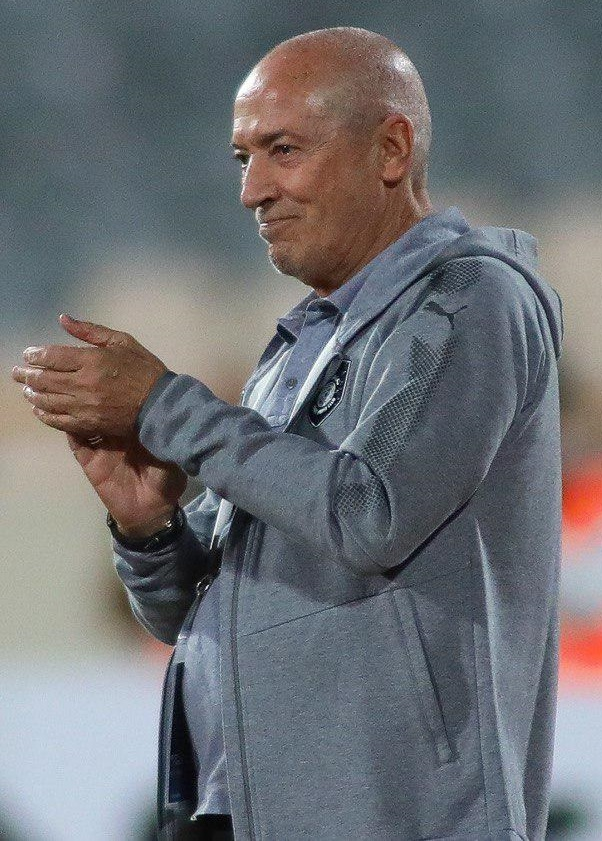
Ferreira no comando do Al-Sadd em 2019

### Al-Sadd
Em novembro de 2015 foi trabalhar no Catar, assumindo a equipa do Al-Sadd. Permaneceu no clube até maio de 2019, tendo conquistado quatro troféus nacionais.

### Santos
Já no dia 23 de dezembro de 2019, assinou com o Santos. Estreou no dia 23 de janeiro de 2020, na Vila Belmiro, num empate em 0 a 0 com o Bragantino pelo Campeonato Paulista. Em 5 de agosto, devido os maus resultados apresentados pela equipe e à eliminação precoce no Paulistão, deixou o clube após 15 jogos.

### Boavista
No dia 14 de dezembro de 2020, foi anunciado como novo treinador do Boavista. Jesualdo estava sem clube desde a saída do Peixe, no início de agosto, logo após a retomada do futebol no Brasil em meio à pandemia do coronavírus. Assinou contrato até junho de 2022, data do fim da próxima temporada europeia, assumindo a equipe do Porto no 14º lugar com oito pontos, após nove rodadas da Primeira Liga. O treinador já faturou três torneios nacionais e duas Taças de Portugal.

### Regresso ao Zamalek
Foi anunciado como novo técnico do Zamalek em março de 2022, clube que já havia treinado em 2015. Sagrou-se novamente campeão da Copa do Egito na temporada 2020–21, que devido a adiamentos terminou apenas em julho. Foi o segundo título da Copa para Jesualdo e o terceiro no clube do Cairo.
Conquistou seu segundo Campeonato Egípcio no dia 22 de agosto, ajudando a equipe a chegar no bicampeonato consecutivo, o que não acontecia há 18 anos. Em janeiro de 2023, após cinco jogos consecutivos sem vitórias, Jesualdo Ferreira foi despedido do comando do Zamalek.

## Comentador desportivo
Entre setembro e dezembro de 2019, Jesualdo foi comentador, em Portugal, do programa "Futebol a Sério", exibido pelo Canal 11, canal da Federação Portuguesa de Futebol.

## Estatísticas como treinador
Atualizadas até 19 de maio de 2021
| Equipa               | Nat.              | Início                 | Fim                     | Performance | Performance | Performance | Performance | Performance | Performance | Performance | Performance | Ref    |
| Equipa               | Nat.              | Início                 | Fim                     | P           | V           | E           | D           | GM          | GS          | DG          | Win %       | Ref    |
| -------------------- | ----------------- | ---------------------- | ----------------------- | ----------- | ----------- | ----------- | ----------- | ----------- | ----------- | ----------- | ----------- | ------ |
| Rio Maior            | Portugal          | Junho de 1981          | Junho de 1982           | 32          | 12          | 9           | 11          | 30          | 30          | +0          | 37.50       | [ 38 ] |
| Torreense            | Portugal          | Junho de 1982          | Junho de 1984           | 70          | 30          | 17          | 23          | 76          | 75          | +1          | 42.86       | [ 38 ] |
| Académica de Coimbra | Portugal          | Junho de 1984          | 22 de outubro de 1984   | 7           | 1           | 0           | 6           | 7           | 16          | –9          | 14.29       | [ 38 ] |
| Atlético CP          | Portugal          | Setembro de 1985       | 13 de janeiro de 1986   | 15          | 4           | 4           | 7           | 13          | 18          | –5          | 26.67       | [ 38 ] |
| Silves               | Portugal          | Fevereiro de 1986      | Junho de 1986           | 11          | 2           | 4           | 5           | 9           | 2           | +7          | 18.18       | [ 38 ] |
| Torreense            | Portugal          | 1 de julho de 1986     | 30 de junho de 1987     | 35          | 13          | 13          | 9           | 47          | 39          | +8          | 37.14       | [ 38 ] |
| Angola               | Angola            | 1 de janeiro de 1989   | 31 de agosto de 1989    | 8           | 1           | 2           | 5           | 7           | 13          | –6          | 12.50       |        |
| Torreense            | Portugal          | 25 de dezembro de 1989 | 30 de junho de 1990     | 24          | 13          | 8           | 3           | 42          | 11          | +31         | 54.17       | [ 38 ] |
| Estrela da Amadora   | Portugal          | 4 de fevereiro de 1991 | 11 de novembro de 1991  | 27          | 8           | 9           | 10          | 28          | 34          | –6          | 29.63       | [ 38 ] |
| FAR Rabat            | Marrocos          | Julho de 1995          | Junho de 1996           | 30          | 11          | 12          | 7           | 24          | 26          | –2          | 36.67       | [ 38 ] |
| Portugal Sub-21      | Portugal          | 1 de agosto de 1996    | 30 de junho de 2000     | 33          | 19          | 5           | 9           | 64          | 36          | +28         | 57.58       |        |
| Alverca              | Portugal          | 1 de julho de 2000     | 29 de junho de 2001     | 37          | 13          | 8           | 16          | 50          | 57          | –7          | 35.14       | [ 38 ] |
| Benfica              | Portugal          | 29 de dezembro de 2001 | 24 de novembro de 2002  | 30          | 16          | 7           | 7           | 65          | 32          | +33         | 53.33       | [ 38 ] |
| Braga                | Portugal          | 19 de abril de 2003    | 8 de maio de 2006       | 122         | 56          | 33          | 33          | 153         | 114         | +39         | 45.90       | [ 38 ] |
| Boavista             | Portugal          | 9 de maio de 2006      | 15 de agosto de 2006    | 0           | 0           | 0           | 0           | 0           | 0           | +0          | —           |        |
| Porto                | Portugal          | 18 de agosto de 2006   | 26 de maio de 2010      | 186         | 125         | 30          | 31          | 354         | 138         | +216        | 67.20       | [ 38 ] |
| Málaga               | Espanha           | 17 de junho de 2010    | 2 de novembro de 2010   | 10          | 2           | 2           | 6           | 14          | 21          | –7          | 20.00       | [ 39 ] |
| Panathinaikos        | Grécia            | 20 de novembro de 2010 | 14 de novembro de 2012  | 90          | 48          | 19          | 23          | 126         | 86          | +40         | 53.33       |        |
| Sporting             | Portugal          | 7 de janeiro de 2013   | 20 de maio de 2013      | 18          | 10          | 3           | 5           | 26          | 20          | +6          | 55.56       | [ 38 ] |
| Braga                | Portugal          | 31 de maio de 2013     | 24 de fevereiro de 2014 | 30          | 16          | 3           | 11          | 51          | 32          | +19         | 53.33       | [ 38 ] |
| Zamalek              | Egito             | 2 de fevereiro de 2015 | 21 de novembro de 2015  | 36          | 26          | 6           | 4           | 67          | 22          | +45         | 72.22       |        |
| Al-Sadd              | Catar             | 28 de novembro de 2015 | 20 de maio de 2019      | 129         | 80          | 26          | 23          | 356         | 164         | +192        | 62.02       | [ 40 ] |
| Santos               | Brasil            | 23 de dezembro de 2019 | 5 de agosto de 2020     | 15          | 6           | 4           | 5           | 17          | 16          | +1          | 40.00       |        |
| Boavista             | Portugal          | 13 de dezembro de 2020 | 30 de junho de 2021     | 25          | 7           | 7           | 11          | 28          | 35          | -7          | 28,00       |        |
| Zamalek              | Egipto            | 5 de março de 2022     | 24 de janeiro de 2023   | 52          | 31          | 13          | 8           | 81          | 37          | +44         |             |        |
| Zamalek              | Egito             | 1 de fevereiro de 2023 | 22 de março de 2023     | 9           | 2           | 2           | 5           | 6           | 12          | -6          |             |        |
| Total na carreira    | Total na carreira | Total na carreira      | Total na carreira       | 1009        | 519         | 231         | 269         | 1653        | 1034        | +619        | 51.51       | —      |

## Títulos
Porto
- Primeira Liga: 2006–07, 2007–08 e 2008–09
- Taça de Portugal: 2008–09 e 2009–10
- Supertaça Cândido de Oliveira: 2009

Zamalek
- Campeonato Egípcio: 2014–15 e 2021–22
- Taça do Egipto: 2014–15 e 2020–21

Al-Sadd
- Qatar Stars League: 2018–19
- Taça do Qatar: 2017
- Taça do Emir de Qatar: 2017
- Taça Sheik Jassem: 2017